# Kuovdâláássáš (ö, lat 69,16, long 27,87)
Kuovdâláássáš (finska: Selkäsaari) är en ö i Finland. Den ligger i sjön Enare träsk och i kommunen Enare i den ekonomiska regionen Norra Lappland och landskapet Lappland, i den norra delen av landet, 1 000 km norr om huvudstaden Helsingfors. Öns storlek är obetydlig, men ligger ensam långt från stranden.

## Klimat
Trakten ingår i den boreala klimatzonen. Årsmedeltemperaturen i trakten är −4 °C. Den varmaste månaden är augusti, då medeltemperaturen är 10 °C, och den kallaste är december, med −14 °C.